# Gare de La Croix-de-Méan
Gare de La Croix-de-Méan – przystanek kolejowy w Saint-Nazaire, w departamencie Loara Atlantycka, w regionie Kraj Loary, we Francji.
Dziś jest przystankiem kolejowym Société nationale des chemins de fer français (SNCF) obsługiwanym regionalne ekspresy TER Pays de la Loire między Le Croisic lub Saint-Nazaire i Nantes.